# Panamá durante la Segunda Guerra Mundial
La historia de Panamá durante la Segunda Guerra Mundial comienza en 1939. Debido a que el Canal de Panamá controlado por Estados Unidos atravesó el centro del istmo, Panamá fue de gran importancia estratégica para las fuerzas de guerra aliadas, así como la ubicación estratégica más importante de América. Panamá durante la Segunda Guerra Mundial proporcionó un vínculo invaluable entre los océanos Atlántico y Pacífico que fue vital tanto para el comercio como para la defensa del hemisferio occidental. Por lo tanto, la defensa de la Zona del Canal fue la principal preocupación de los Estados Unidos en el Teatro americano. 
Panamá nunca recibió asistencia de la ley de préstamo y arriendo estadounidense, pero a cambio de los derechos para construir infraestructura militar dentro del territorio panameño, Estados Unidos emprendió proyectos de obras públicas a gran escala, que contribuyeron mucho a modernizar el país e impulsar la economía.

## Historia

### Economía

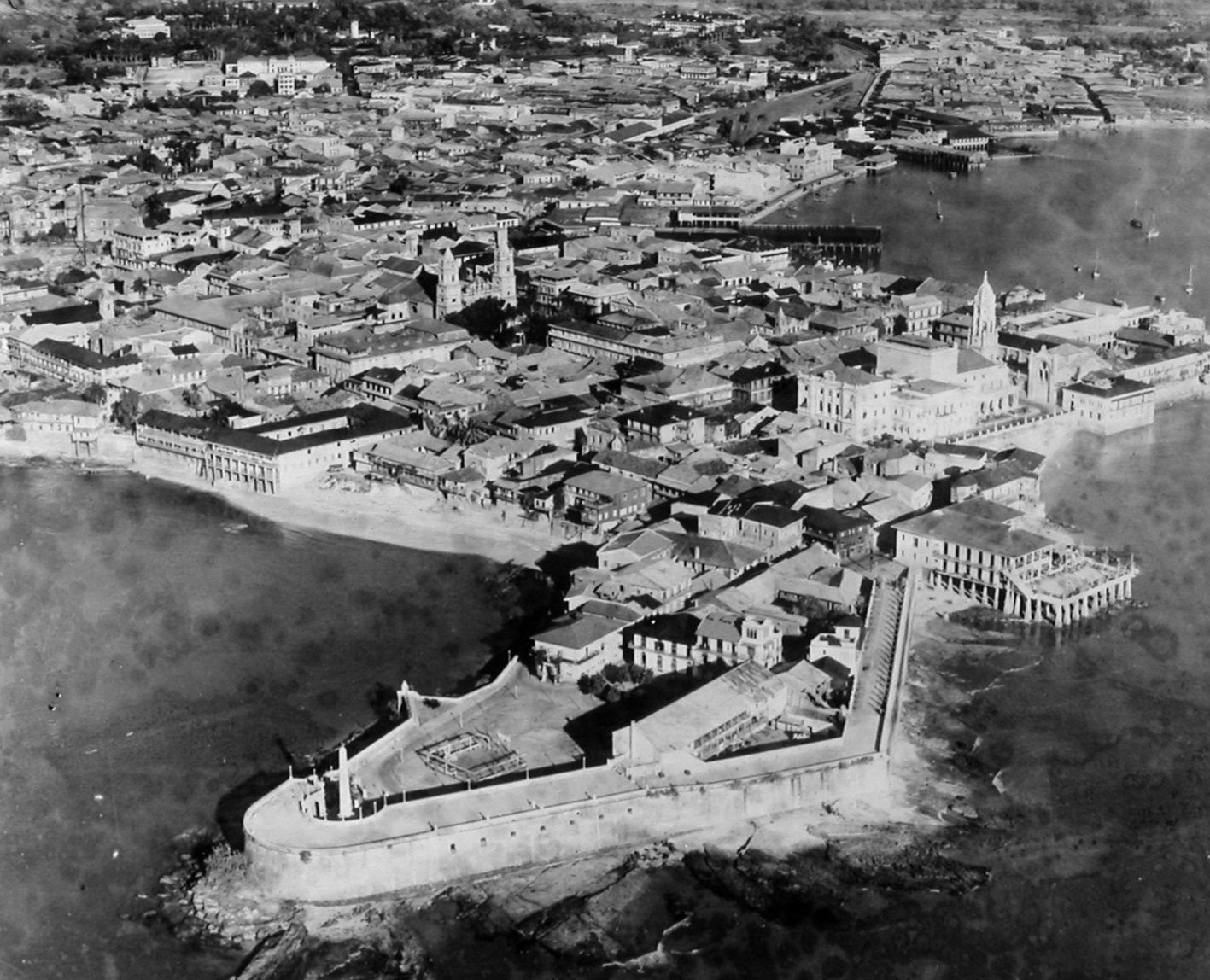
Vista aérea de la Ciudad de Panamá en 1929.

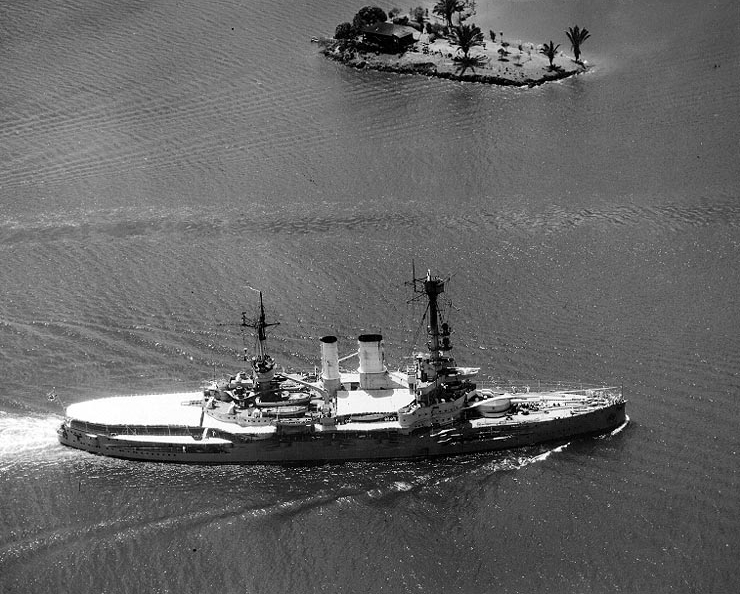
El acorazado alemán SMS Schlesien cruzando el canal de Panamá en 1938.

Según el libro Latin America during World War II de Thomas M. Leonard durante la Segunda Guerra Mundial, la guerra tuvo un gran impacto en la economía panameña. El tránsito comercial a través del canal disminuyó más de un tercio entre 1940 y 1945, lo que resultó en una disminución de dos tercios en los ingresos por peajes. En contraste, la producción nacional de Panamá aumentó, debido a una mayor demanda causada por la guerra. La producción de licor, azúcar, leche y ganado sacrificado casi se duplicó entre 1939 y 1946. El gobierno aceleró el despegue al cuadruplicar los gastos, pero el verdadero catalizador fue la afluencia de dólares estadounidenses.
Entre 1930 y 1943, las inversiones de capital estadounidense se redujeron drásticamente en todos los países latinoamericanos, excepto Venezuela y Panamá, ricos en petróleo. Leonard dice que Panamá disfrutó del aumento porcentual más alto de los dos, ya que la inversión se multiplicó por tres a 514 millones de dólares, principalmente en banca y servicios públicos. El número de empresas controladas por Estados Unidos aumentó de veintidós en 1929 a setenta y nueve en 1943. Además, aproximadamente el 12.5 por ciento de la fuerza laboral panameña estaba empleada en la Zona del Canal. En 1939, había 3,511 trabajadores de "gold roll" (trabajadores estadounidenses) en la zona, y 11, 246 trabajadores de "silver roll" (trabajadores locales e inmigrantes). 
Para 1942, los números habían aumentado a 8.550 y 28.686, respectivamente. La afluencia de trabajadores a la Zona del Canal, a la Ciudad de Panamá y a Colón fue tan grande que el gobierno panameño se quejó de la escasez de maestros y otros empleados calificados. Sin embargo, el gobierno intentó aprovechar la situación "fortaleciendo" la educación del idioma inglés en las escuelas y haciendo hincapié en la formación profesional en administración comercial y de empresas para alentar el desarrollo de pequeñas empresas y proporcionar empleados calificados para el aumento del número de empresas comerciales.
Los panameños trabajaron en la construcción de un tercer juego de esclusas para el canal, numerosas carreteras y más de 100 sitios de defensa en todo el país. La construcción de la carretera incluyó un tramo de la carretera desde la Ciudad de Panamá hasta el campo militar Río Hato en el oeste, y una carretera entre la Ciudad de Panamá y Colón, conocida como la Carretera Transístmica. Junto con el aumento en el número de panameños, los Estados Unidos también importaron miles de trabajadores de otras naciones centroamericanas y las Indias Occidentales. Los trabajadores adicionales y el personal militar llevaron al gobierno estadounidense a comprar enormes cantidades de alimentos y otros bienes, lo que ayudó a estimular la actividad en la industria agrícola de Panamá.

### Presidente Arias (octubre 1940 - octubre 1941)

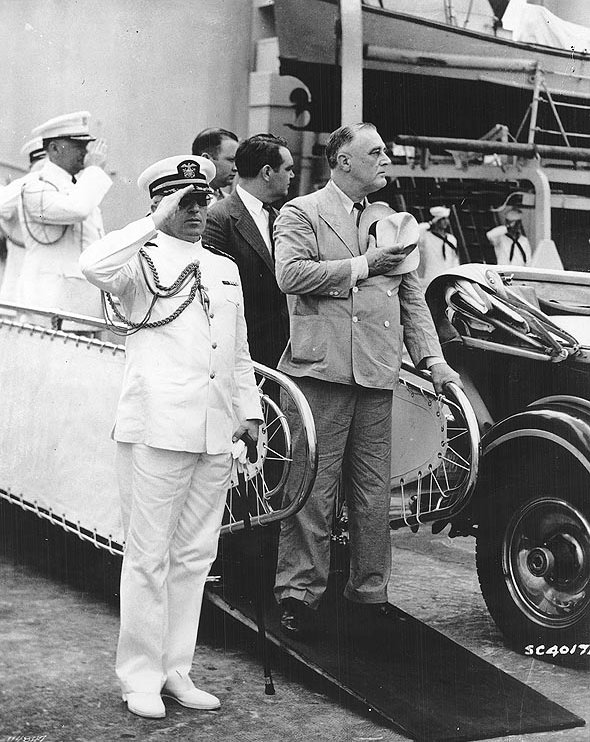
El presidente norteamericano Roosevelt y su asistente naval, el capitán Daniel J. Callaghan, saludaron a un batallón compuesto de la 14ª infantería en las esclusas de Gatún cuando desembarcaron del USS Tuscaloosa, 18 de febrero de 1940.

Elegido en 1940, Arnulfo Arias fue el presidente de Panamá durante dos de los primeros años de la guerra. Era un fascista abierto y considerado como pro-eje por los aliados por su hostilidad a los Estados Unidos y su entusiasmo por limitar la influencia estadounidense sobre su territorio. En 1939, el ejército de los Estados Unidos solicitó arrendamientos por 999 años a la República de Panamá para construir más de 100 sitios fuera de la Zona del Canal, como aeródromos, armas antiaéreas y estaciones de advertencia, que se utilizarían para la defensa del canal. Arias exigió una compensación en forma de efectivo y la transferencia a Panamá de varias propiedades, pero para los Estados Unidos el precio era demasiado alto. Las negociaciones se prolongaron durante los próximos dos años. Finalmente, el 13 de febrero de 1941, el gobierno panameño advirtió a los estadounidenses que, para otorgar dicha solicitud, el gobierno de los Estados Unidos tendría que declarar que existía una amenaza inminente para la seguridad del canal.
En el mismo día, el Secretario de Estado, Cordell Hull, emitió la declaración siguiente:

El gobierno de los Estados Unidos ... llegó a la conclusión de que, de conformidad con los términos del Artículo X del Tratado de 1936 ... ha estallado una conflagración internacional que trae consigo la existencia de una amenaza para la seguridad de la Canal de Panamá que requiere la adopción de medidas para la defensa del canal por parte del Gobierno de los Estados Unidos.

El 18 de febrero, el gobierno panameño emitió un memorando que incluía doce demandas específicas a cambio de los arrendamientos básicos:

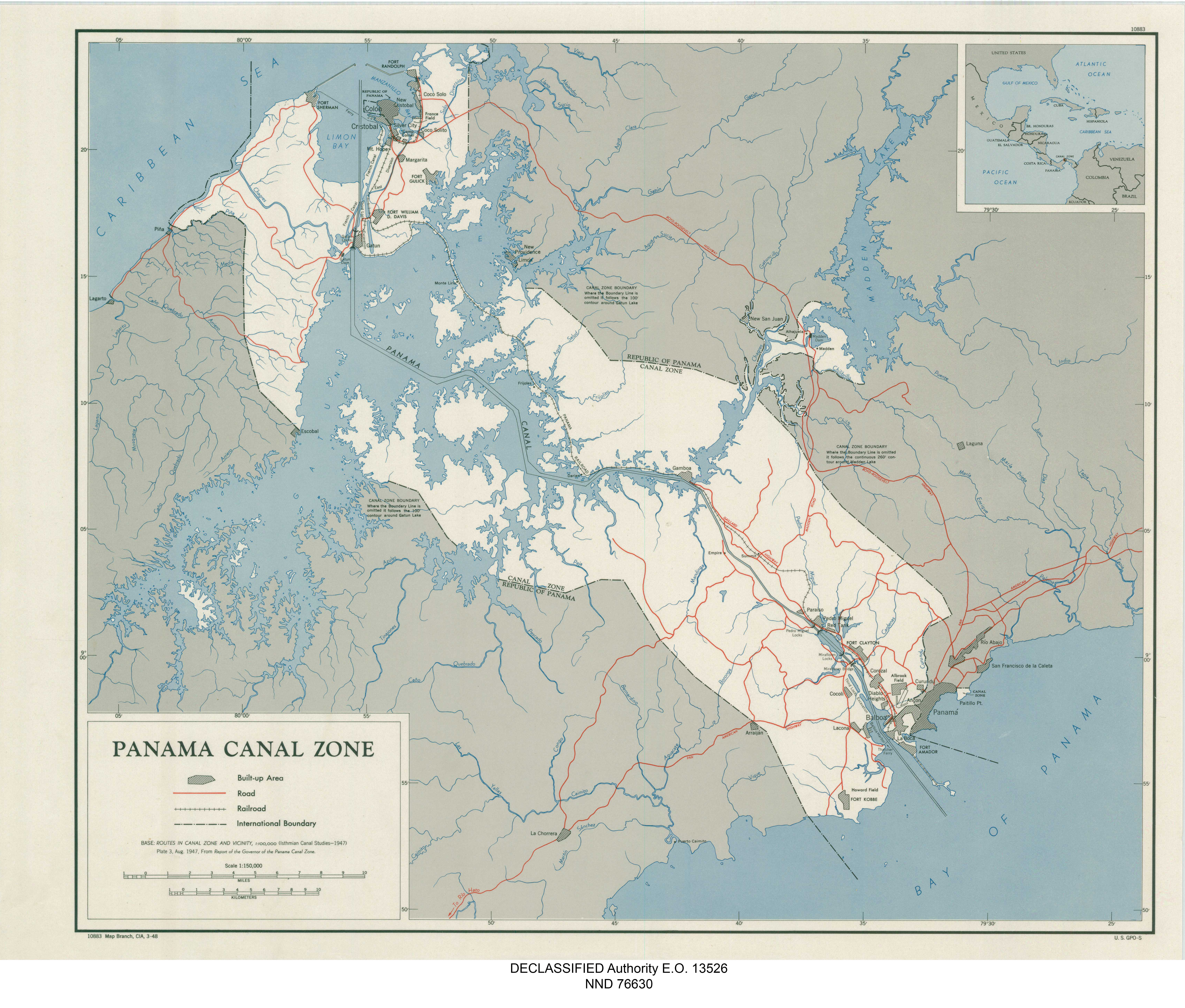
Zona del Canal de Panamá, ocupada por soldados y ciudadanos de EE. UU. entre 1903 y 1979.

- Transferencia, sin costo, de los sistemas de saneamiento en las ciudades de Panamá y Colón.

- Transferencia de todas las tierras que pertenecen al Ferrocarril de Panamá en la Ciudad de Panamá y Colón, valoradas en aproximadamente $ 12 millones

- Ambos gobiernos intensificarán sus esfuerzos para prevenir el contrabando de la Zona del Canal al territorio panameño
- Construcción de un puente sobre el canal.
- Asunción por parte de los Estados Unidos de un tercio de todos los costos para mejorar y mantener todos los caminos y carreteras utilizados por su ejército en Panamá.
- El cese de la importación de negros caribeños para trabajar en la Zona del Canal.
- La policía militar y la policía de zona de los EE. UU. Están restringidas al uso de solo garrotes fuera de la zona.
- El exceso de electricidad de las operaciones del canal se distribuirá a la Ciudad de Panamá y Colón, según lo solicitado por el gobierno panameño.
- Estados Unidos asumirá el costo total del camino a Río Hato y, por lo tanto, pagará los $ 2 millones que Panamá tomó prestados para esta compra al Banco de Exportación e Importación operado por los Estados Unidos.
- Los Estados Unidos trasladarán la estación de ferrocarril de la Ciudad de Panamá al gobierno de Panamá.
- Los Estados Unidos pagarán una indemnización por el flujo de tropas estadounidenses durante el tiempo de guerra interrumpió el tráfico regular del canal
- Los Estados Unidos proporcionarán trabajadores para construir un oleoducto entre la Ciudad de Panamá y el puerto de Balboa.

El costo de satisfacer estas demandas se estimó en $ 25 a 30 millones, y fue una de las razones por las que las negociaciones duraron tanto. También hubo un serio desacuerdo sobre la duración de los contratos de arrendamiento de los nuevos sitios de defensa. La mayoría estuvo de acuerdo en que 999 años fue simplemente demasiado largo y equivalente a la propiedad. Entonces, después de abandonar la solicitud de contratos de arrendamiento por 999 años, los militares los buscaron durante al menos un período de diez años, el Departamento de Estado los quiso mientras existiera una amenaza para el canal, y Arias quería que las bases volvieran a estar disponibles tan pronto como sea posible. La guerra terminó. Otro tema controvertido fue la solicitud del gobierno de los Estados Unidos para armar buques registrados en Panamá. La Batalla del Atlántico estaba afectando las líneas de suministro desde Estados Unidos hasta Gran Bretaña, y algunos de los barcos fueron hundidos poco después de salir del canal. Debido a que Panamá era oficialmente neutral en este momento de la guerra, los submarinos alemanes no podían atacar legalmente a los barcos con bandera panameña. Sin embargo, el presidente Arias se negó a ayudar, y los planes estadounidenses de utilizar los barcos de propiedad estadounidense que tenían una bandera panameña para abastecer a los británicos fueron interrumpidos.

### Presidente de la Guardia (octubre 1941 - junio 1945)

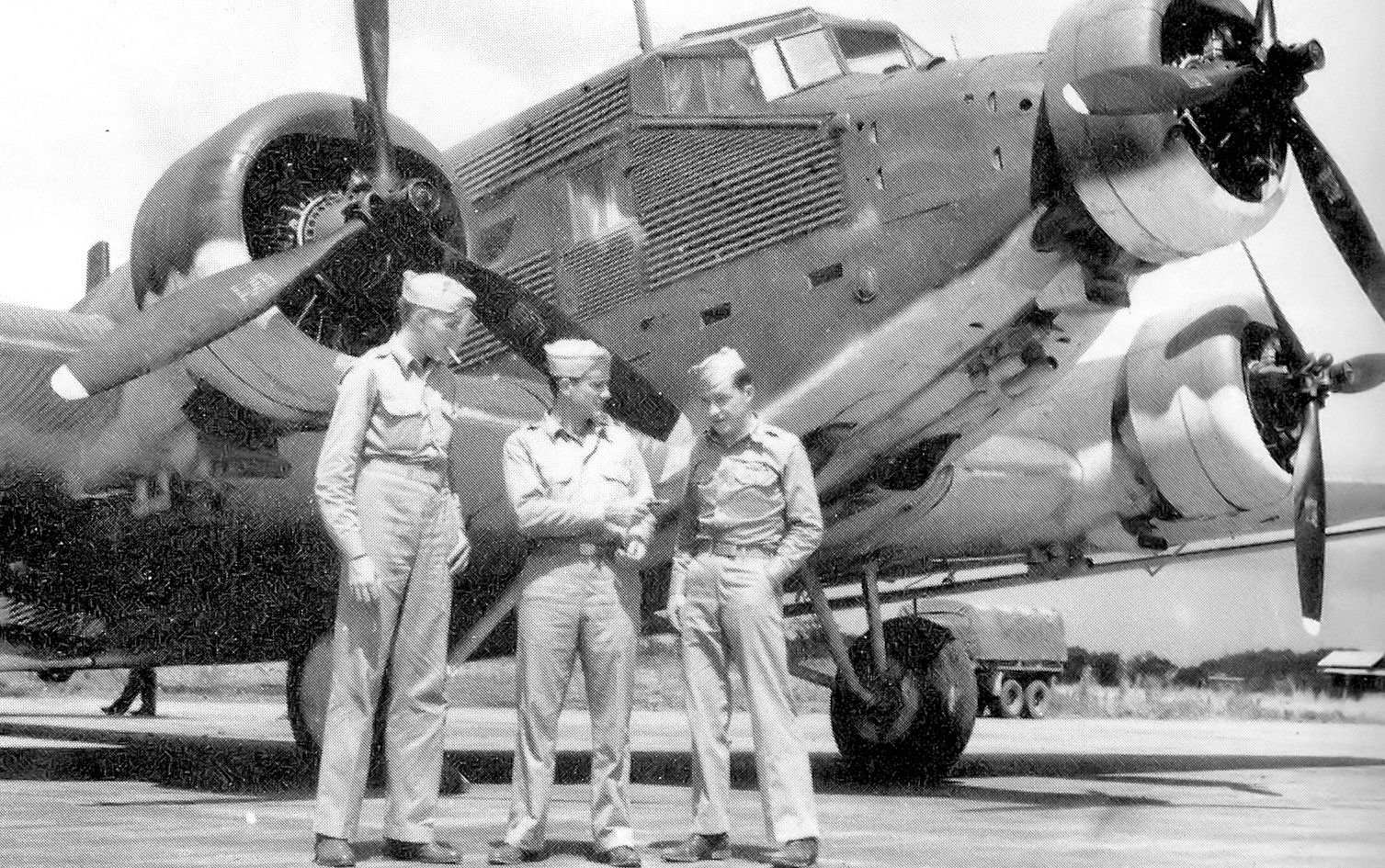
Un Junkers Ju 52 / 3m alemán, que fue confiscado por Perú y transferido a los Estados Unidos como premio de guerra, en el aeropuerto de Howard fines de 1942. El avión fue designado como C-79 y recibió la serie 42-52883 mientras estaba en Servicio de las Fuerzas Aéreas del Ejército de los Estados Unidos (USAAF).

La negativa de Arias a ayudar a los aliados armando barcos panameños, y su postura de línea dura durante las negociaciones en el sitio de la defensa llevaron a muchos en el gobierno de los Estados Unidos a concluir que "se tenía que ir". Un hombre dijo lo siguiente acerca de una posible invasión estadounidense para expulsar a Arias: "Las condiciones actuales se consideran peligrosas para la seguridad del canal y se cree que deben corregirse lo antes posible. Una revolución local para deshacerse del profesional torcido. "La oficialidad del eje sería preferible a la intervención de las fuerzas estadounidenses". Poco después, el 7 de octubre de 1941, a los estadounidenses se les concedió su deseo cuando un golpe de Estado sin sangre sacó a Arias del poder. 
Con Ricardo Adolfo de la Guardia como nuevo presidente, las negociaciones sobre el sitio de defensa avanzaron de manera rápida y positiva para los Estados Unidos. Luego, los japoneses atacaron la base naval estadounidense en Hawái, lo que aceleró aún más el proceso de negociaciones. El nuevo gobierno panameño declaró la guerra a Japón el 7 de diciembre de 1941, el mismo día del ataque a Pearl Harbor y un día antes de que Estados Unidos entrara oficialmente en la guerra. Luego, Panamá declaró la guerra a Alemania e Italia fascista el 13 de diciembre de 1941, junto con algunos otros estados latinoamericanos.
El 18 de mayo de 1942, los Estados Unidos y Panamá finalmente firmaron un acuerdo para el arrendamiento de 134 sitios que se utilizarán para la protección del canal. El acuerdo exigía que la ocupación de los sitios terminara un año después del final de la guerra y que Estados Unidos pagara $ 50 por hectárea al año por las bases, excepto Rio Hato, por la cual pagaría $ 10,000 al año. Finalmente, Panamá recibió promesas para la finalización de varios proyectos de obras públicas, incluida la carretera Río Hato, el puente sobre el canal y un tercer juego de esclusas para el propio canal.

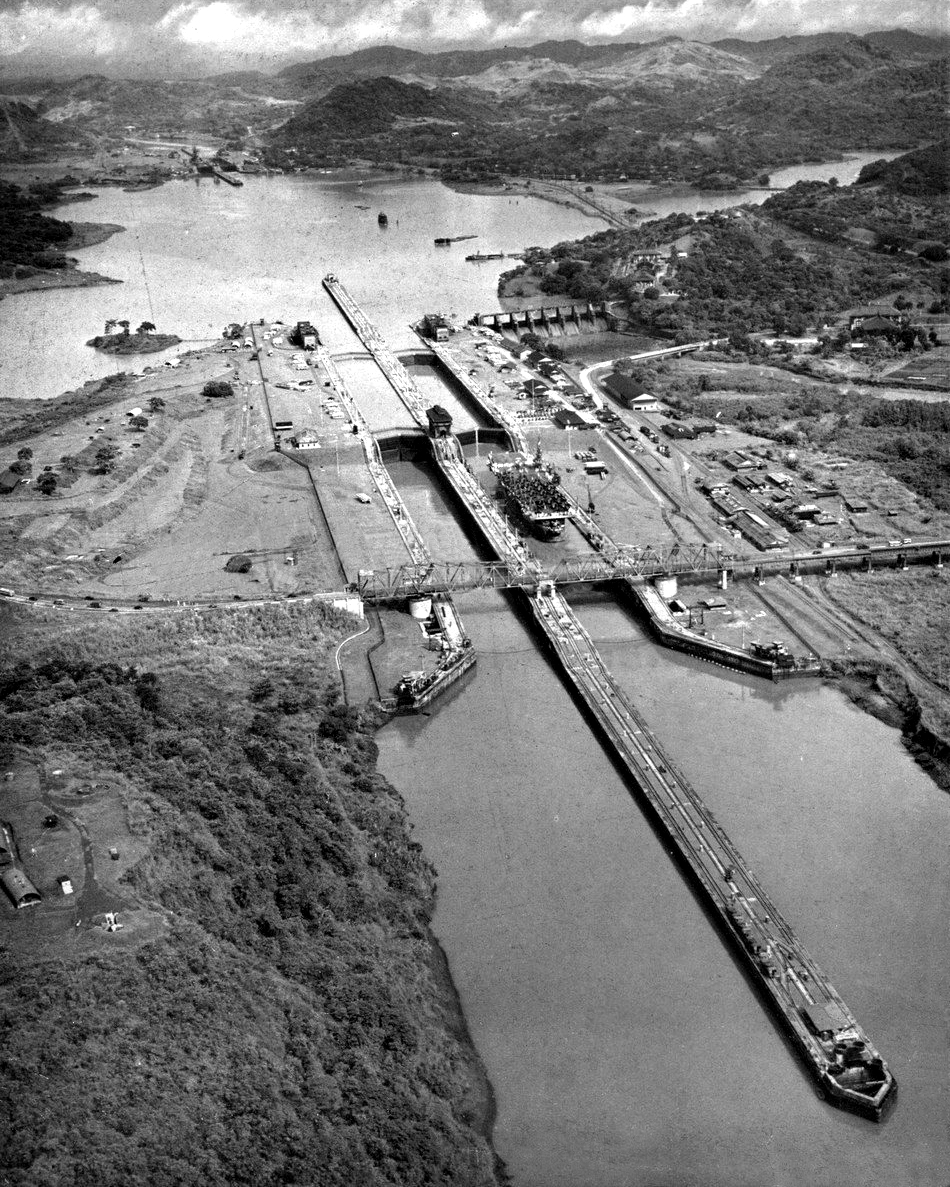
Imagen aérea del canal en 1945, en el final de la Segunda Guerra Mundial.

Irónicamente, a pesar de la cooperación de De la Guardia con los Estados Unidos, a lo largo de la guerra, el gobierno estadounidense rechazó las reiteradas solicitudes panameñas de asistencia de la ley de préstamo y arriendo, conocido como Lend-Lease. Un funcionario del Departamento de Estado dijo: "[era] deseable mantener algo colgando ante las narices de nuestros amigos panameños. No nos beneficia dar a la administración actual toda la salsa". Sin embargo, para recompensar a De la Guardia por sus acciones y para reforzar la posición del presidente en el país, los Estados Unidos le proporcionaron al nuevo gobierno cientos de armas automáticas, pistolas, botes y otros materiales de guerra, además de un despliegue militar permanente. 
Hubo una misión militar para asistir en el entrenamiento de la Policía Nacional Panameña. Algunas de las armas provistas por los Estados Unidos pronto se pusieron a trabajar para sofocar un golpe armado. En septiembre de 1943, un grupo de policías disidentes y civiles tramaron una rebelión, pero poco después fueron descubiertos por policías leales y aplastados en consecuencia.

### Presidente Jiménez (junio 1945 - agosto 1948)

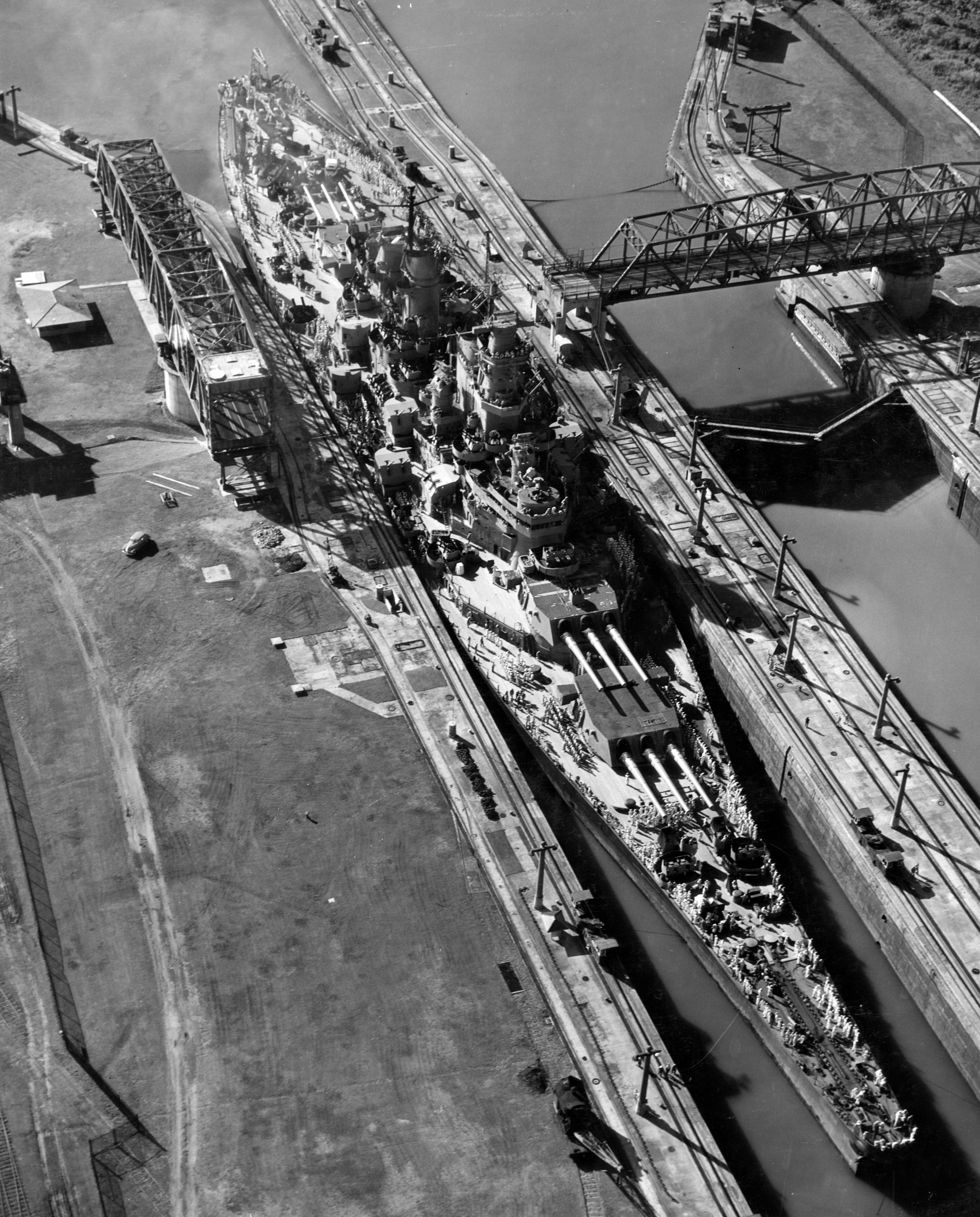
El acorazado norteamericano USS Missouri cruzando el canal de Panamá, en ruta a los Estados Unidos, en octubre de 1945.

El final de la guerra en septiembre de 1945 provocó otro malentendido entre Panamá y los Estados Unidos. Si bien el tratado de paz no había entrado en vigencia, Panamá exigió que se renunciara a la propiedad de los sitios de defensa, apoyando su reclamo en una disposición subsidiaria del acuerdo que permite la re-negociación después del cese de las hostilidades. Anulando el deseo del Departamento de Guerra de mantener la mayoría de las bases por un período indefinido, el Departamento de Estado reconoció la creciente insatisfacción nacionalista y en diciembre de 1946 envió al Embajador Frank T. Hines a proponer una extensión de veinte años de los contratos de arrendamiento en trece instalaciones. El presidente Enrique Adolfo Jiménez, quien asumió el cargo en junio de 1945, autorizó un proyecto de tratado sobre la oposición del ministro de Relaciones Exteriores y exacerbó el resentimiento latente.
Cuando la Asamblea Nacional se reunió en 1947 para considerar la ratificación, una multitud de 10,000 panameños armados con piedras, machetes y armas expresaron su oposición. En estas circunstancias, los diputados votaron unánimemente para rechazar el tratado. Para 1948, los Estados Unidos habían evacuado todas las bases y sitios ocupados fuera de la Zona del Canal. El levantamiento de 1947 fue instigado en gran medida por estudiantes universitarios. Su enfrentamiento con la Policía Nacional en esa ocasión, en la que murieron estudiantes y policías, marcó el comienzo de un período de intensa animosidad entre los dos grupos. El incidente fue también el primero en el que las intenciones estadounidenses se vieron frustradas por una expresión masiva de rabia panameña.

### Defensas

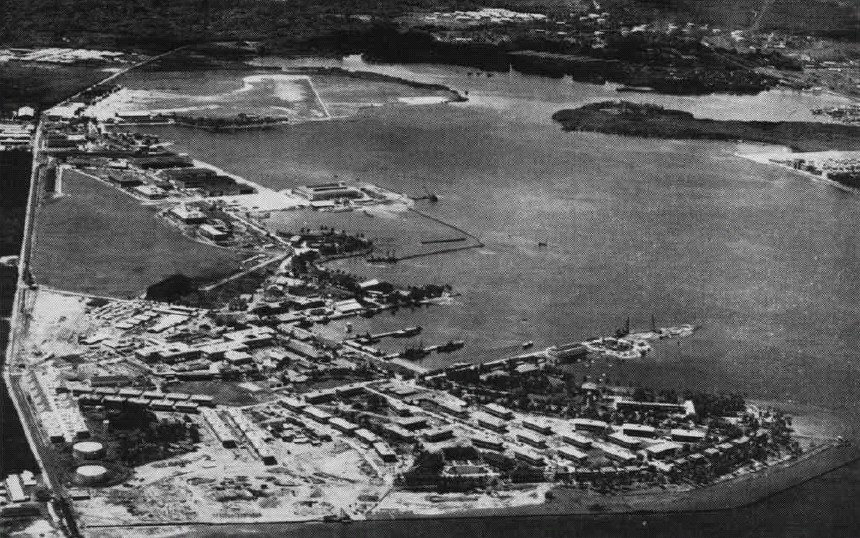
Vista aérea de la estación naval Coco Solo en 1941.

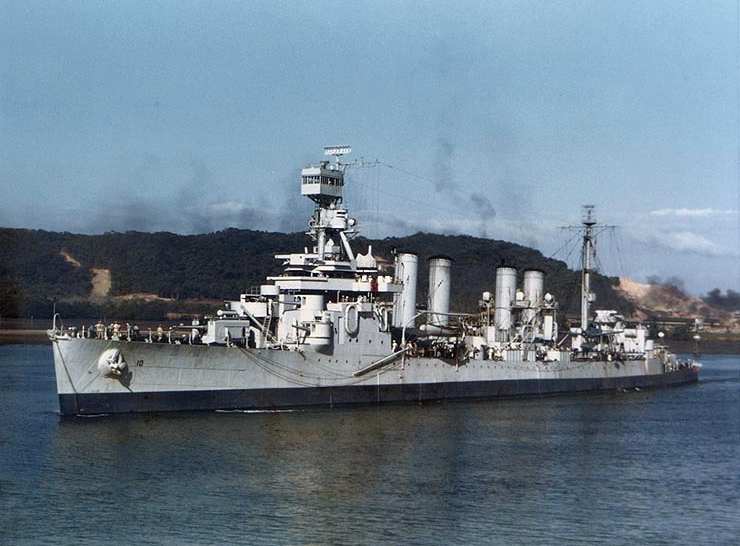
El crucero ligero USS Concord en Balboa, Panamá, el 6 de enero de 1943

En la década de 1930, los acontecimientos y los desarrollos tecnológicos comenzaron a desafiar los viejos axiomas en los que se había basado la defensa del canal. Un ataque paralizante dirigido a las esclusas y represas, y dado por un acto de sabotaje o por un bombardeo naval, siempre se había considerado el único peligro real contra el que se podía protegerse. Ahora, con la llegada de los modernos portaaviones y bombarderos de largo alcance, un ataque aéreo se convirtió rápidamente en la amenaza más grave para la seguridad del canal. 
La posibilidad de que fuerzas hostiles establecieran una cabeza de playa y se trasladara por tierra a la Zona del Canal no se descartó por completo, pero se contó con la ausencia de lugares de aterrizaje adecuados en el lado Atlántico y la espesa selva de las tierras bajas del Pacífico para desalentar cualquier ataque de este tipo. El ejército de los Estados Unidos había dispuesto sus defensas en consecuencia. Cada extremo del canal estaba fuertemente protegido por una concentración de artillería costera que alguna vez fue considerada como la más poderosa y efectiva de todas en el mundo. Además, las áreas de las esclusas, en Gatún, Pedro Miguel y Miraflores, estaban protegidas por fortificaciones de la tierra.
Se le había encomendado al ejército la misión de proteger el canal contra el sabotaje y defenderlo de las posiciones dentro de la Zona del Canal. Por lo tanto, cerca de la defensa era una responsabilidad del ejército, excepto por dos tareas específicas: la de proporcionar una guardia armada a los buques que pasan por el canal, y la de mantener una patrulla portuaria en las entradas al canal. Ambas tareas fueron confiadas a la Armada de los Estados Unidos, junto con su responsabilidad principal de la defensa en alta mar. 

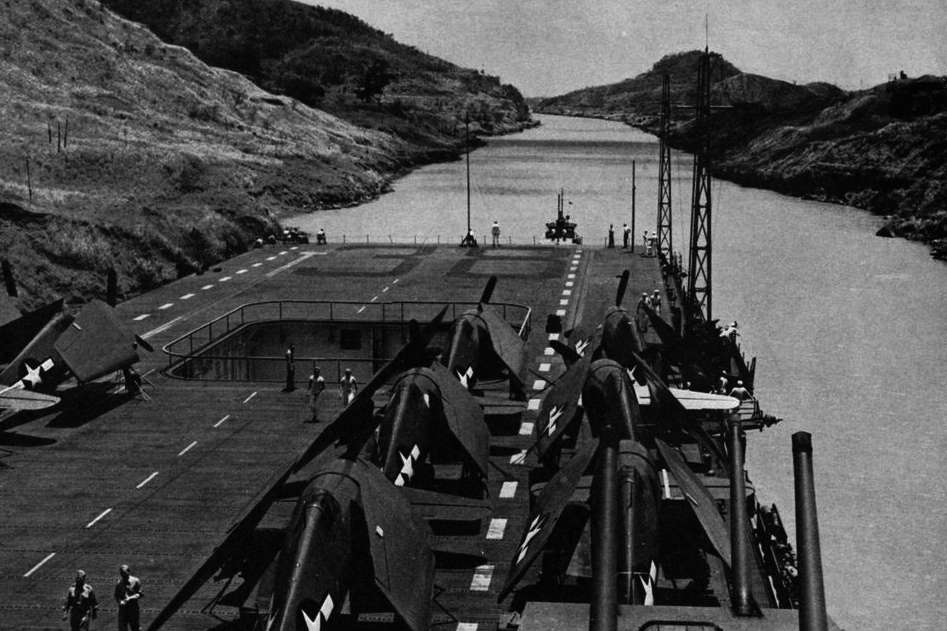
Aviones Corsair en la pista de despegue del portaviones norteamericano USS Shangri-La, enero de 1945.

Las fuerzas del Cuerpo Aéreo en Panamá debían estar preparadas para ayudar a la marina en su principal tarea de detectar y repeler a las fuerzas enemigas en el mar, pero solo en la medida en que lo permitieran las bases aéreas dentro de la Zona del Canal, y solo en la medida acordada por el comandante del ejército local. En la parte superior de la jerarquía militar estaba el comandante general del Departamento del Canal de Panamá. Directamente debajo de él estaban los comandantes de la 19a Ala Aérea y de los dos sectores, cada uno de los cuales era independiente del otro.
En los años anteriores y durante la Segunda Guerra Mundial, las fuerzas estadounidenses estacionadas en Panamá fueron asignadas a uno de dos sectores: el Sector Atlántico, inicialmente con el 1er Regimiento de Artillería Costera y el 14º Regimiento de Infantería, custodiaron la entrada norte (Atlántico) del canal y el Sector del Pacífico, con el 4º Regimiento de Artillería de la Costa, el 33º Regimiento de Infantería y un batallón de la 2ª Artillería de Campo, custodiaron el extremo sur (Pacífico). Además de las tropas asignadas a los sectores, ciertas unidades estaban directamente bajo el mando del Departamento del Canal de Panamá. Estas tropas del departamento incluían unidades aéreas: la 19.ª Ala Compuesta, con unos veintiocho bombarderos medianos, catorce bombarderos ligeros, veinticuatro aviones de persecución y algunos entrenadores y aviones de servicios públicos, más un regimiento de ingenieros de combate, junto con Signal Corps, intendente, y unidades de artillería, y otros destacamentos de servicio y administrativos. 
En 1939, la fuerza total de la guarnición llegó a aproximadamente 13.500 hombres. En los próximos años, las defensas en Panamá fueron mejorando gradualmente, y la población estadounidense en la Zona del Canal creció. En el apogeo de la guerra, 65,000 soldados estadounidenses estaban estacionados en Panamá, más decenas de miles de empleados civiles y otro personal militar. Entre la nueva infraestructura militar en Panamá estaba una base aérea, Howard Field, que era necesaria para la operación de aviones modernos. Otras instalaciones, como Albrook Field, la base naval de Coco Solo y las defensas costeras, se ampliaron y modernizaron. 

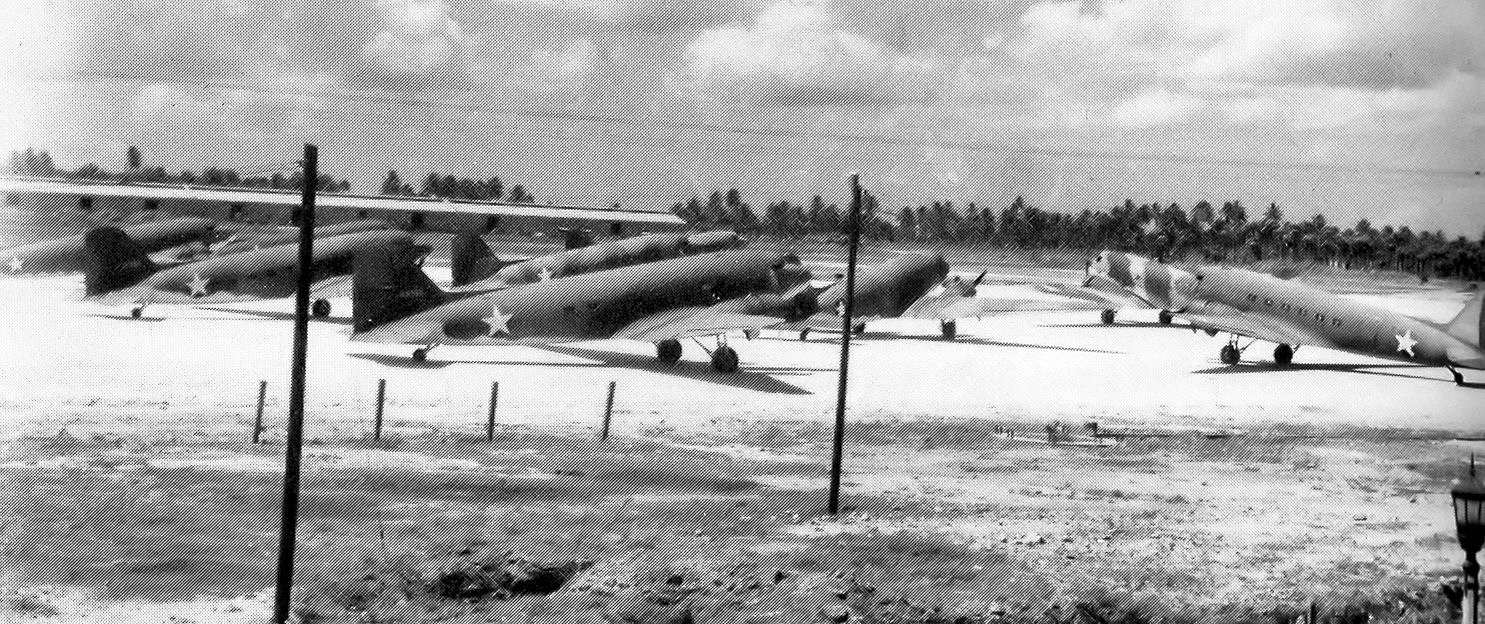
20 aviones del Escuadrón de Carreras de Tropas en el Campo Howard en 1943.

A pesar de las fuertes defensas y la importancia del canal para el esfuerzo de guerra aliado, Panamá nunca fue atacada por el Eje, y la amenaza de uno parecía disminuir cada vez más a medida que avanzaba la guerra. Sin embargo, tanto los alemanes como los japoneses desarrollaron planes para bombardear el canal con aviones desplegados desde submarinos. El plan alemán, con nombre en código Operación Pelikan, fue abortado por razones desconocidas a fines de 1943, justo después de que se completaron los preparativos. La operación japonesa estaba programada para mediados de 1945, pero también fue abortada porque para entonces la guerra casi había terminado, por lo que bombardear el canal no era tan urgente como detener a la flota estadounidense que avanzaba a través del Pacífico.

## Galería

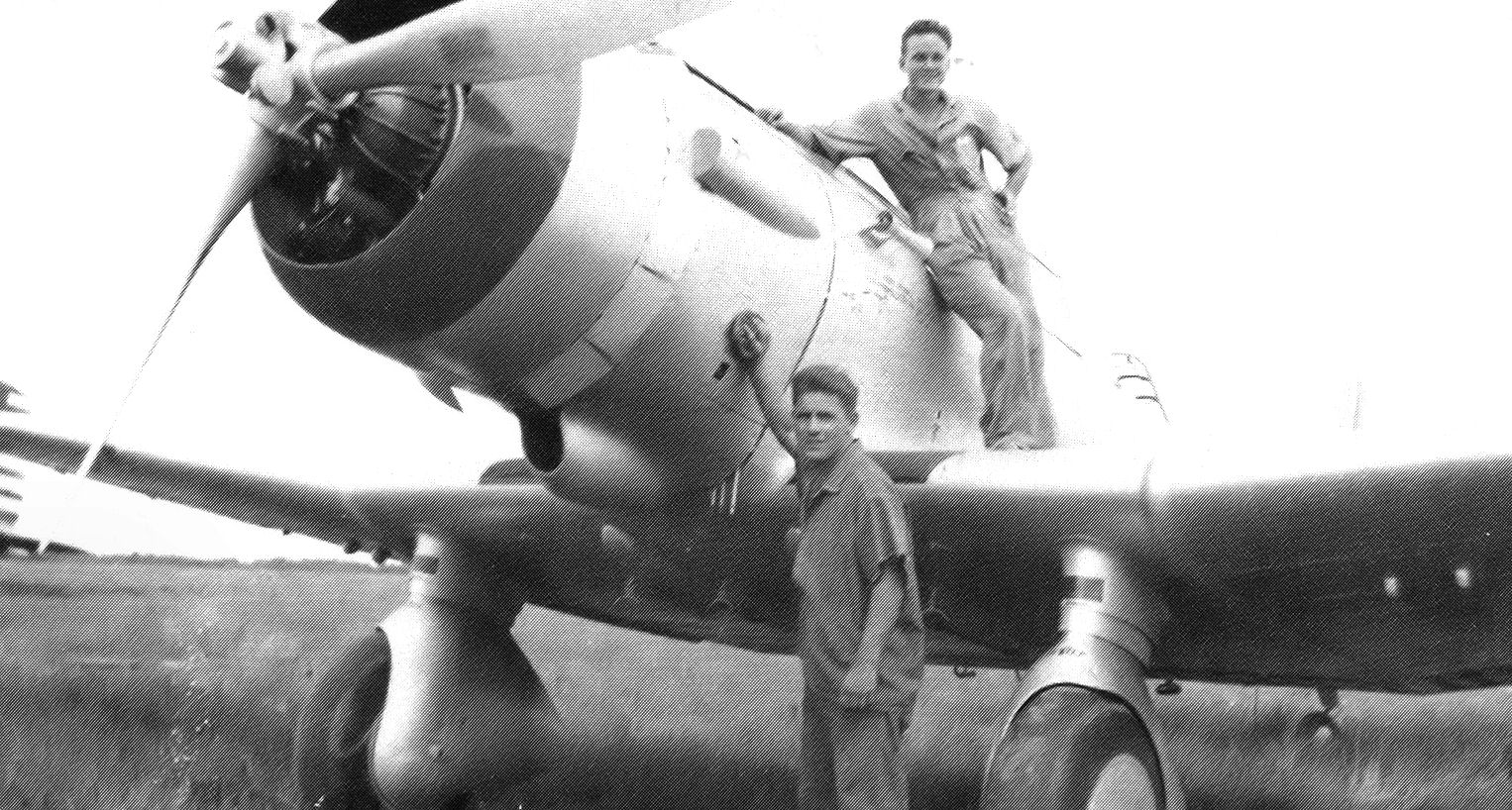
74.º Escuadrón de Ataque tripulación de tierra con un Northrop Un-17 en el campo de Río Hato en 1939.
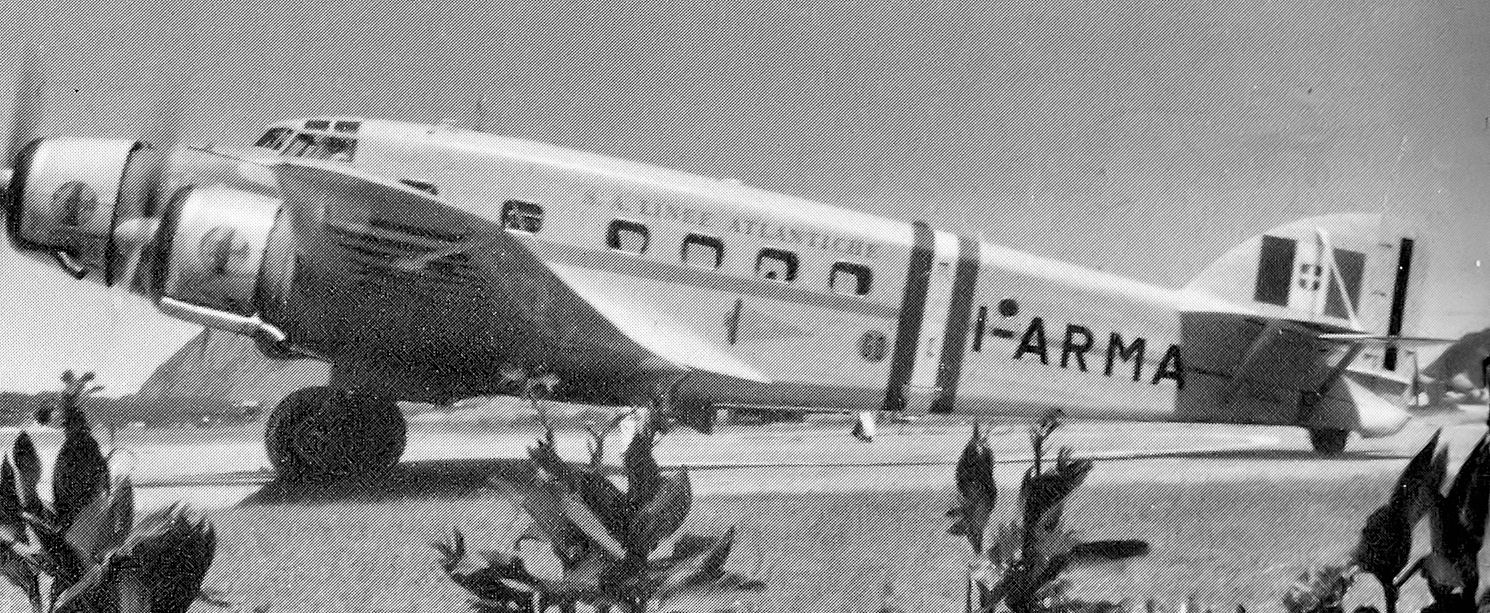
Una aeronave tri-motor Savoia-Marchetti SM.81 italiana en el servicio de la USAAF en el Howard Field en 1942. Esta aeronave fue adquirida por la USAAF de la aerolínea italiana de América Latina (LATI) que fue incautada en Chile por funcionarios del gobierno local y suministrada al Escuadrón debido a la severa escasez de transportes de USAAF en Centroamérica. Aunque volado a Howard Field, el avión no se usó para ninguna misión operativa.
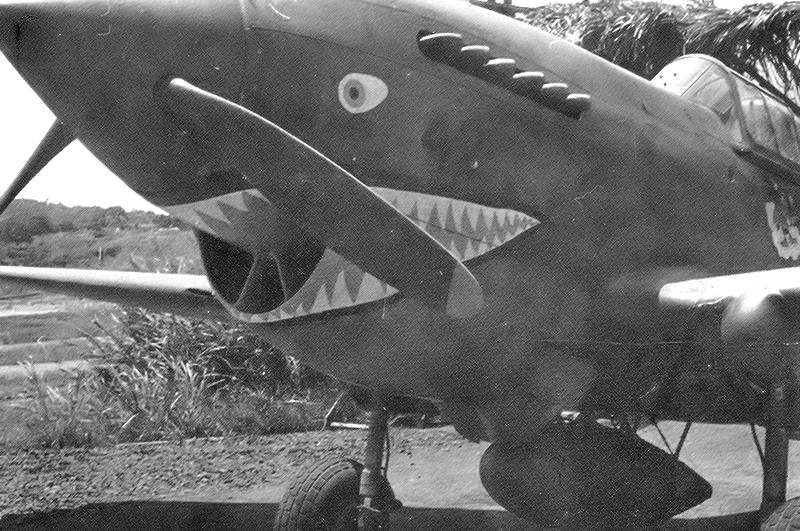
Un Curtiss P-40 Warhawk del escuadrón de caza número 29 en el aeródromo del ejército de Madden en mayo de 1942.
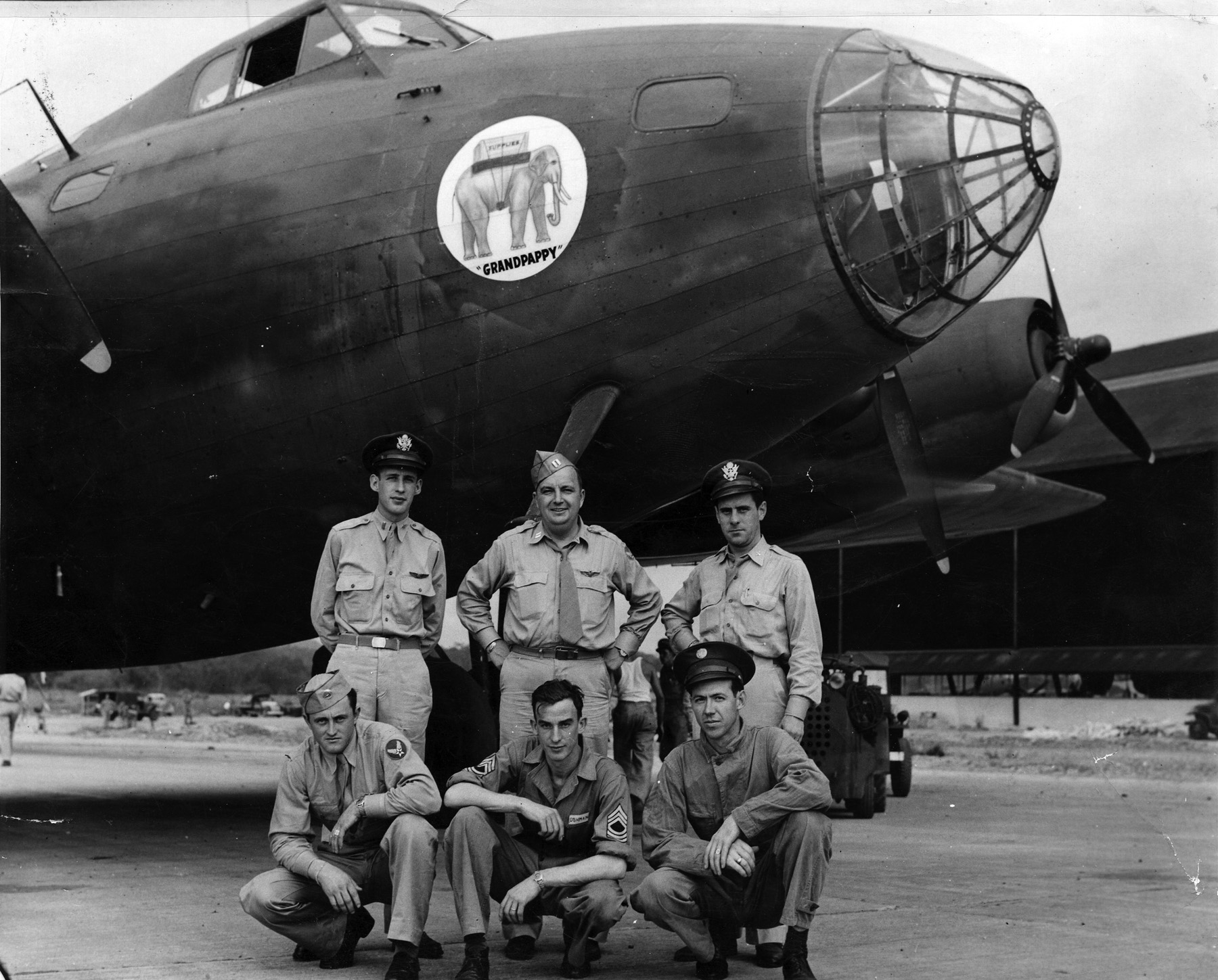
Fotografía monocromática del Boeing XC-105 en 1943, mostrada en Panamá en el Albrook Field con la tripulación de vuelo del avión posada frente a la nariz, pintada con un elefante que lleva suministros y el nombre "Grandpappy". El avión único en su clase fue designado anteriormente como Boeing XB-15. Fue desechado en 1945 en el campo de Albrook.
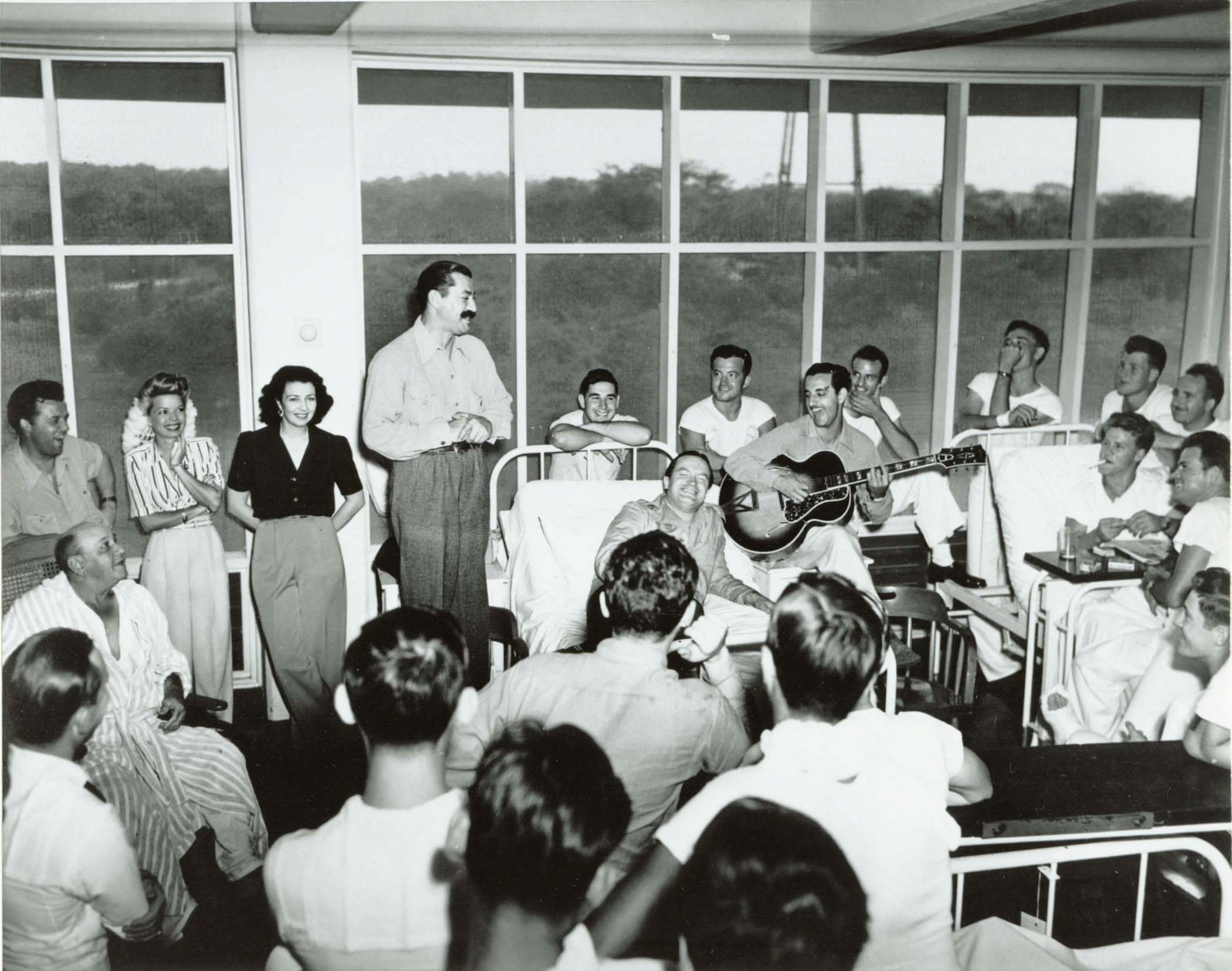
Los artistas Bob Hope y Francis Langford entretuvieron a los pacientes en el Hospital Coco Solo el 9 de marzo de 1944. Los artistas presentes incluyen (de izquierda a derecha): Frances Langford, Vera Vague, Jerry Colonna, Bob Hope y Tony Romano. También está presente Wendell Niles.